# Peter Elfelt
Peter Elfelt est un directeur de la photographie, réalisateur, photographe et producteur danois né le 1er janvier 1866 à Elsinore et mort le 18 février 1931 à Copenhague.

## Biographie
Peter Elfelt est un des pionniers du cinéma danois.

## Filmographie

### Comme directeur de la photographie
- 1897 : Kørsel med grønlandske Hunde
- 1897 : Cygnes sur le lac de Sortedam (Svanerne i Sortedamssøen)
- 1897 : Svanerne fanges ind
- 1897 : Brandvæsnet rykker ud
- 1897 : Asfaltlæggerne
- 1898 : Femmes de pêcheurs sur Gammelstrand (Fiskerkoner ved Gammelstrand)
- 1899 : Prins Christian og prinsesse Alexandrine leger med den lille prins Frederik
- 1899 : Paa strøget udenfor ranchs ur
- 1899 : Les rois se font photographier (Kongelige skal fotograferes, De)
- 1900 : Vagtparaden paa Amalienborg
- 1901 : Tietgens bisættelse
- 1901 : Fru Anna Larssen i sit paaklædningsværelse
- 1902 : Rideklubben ved Nærumgaard
- 1902 :  Pas de deux
- 1903 : Tarantellen af 'Napoli'
- 1903 : Prinsesse Marie til hest
- 1903 : Exécution capitale (Henrettelsen)
- 1903 : Kongejagt paa Hveen
- 1940 : Danske kavalkade 1899-1940, Den

### Comme réalisateur
- 1897 : Kørsel med grønlandske Hunde
- 1897 : Cygnes sur le lac de Sortedam (Svanerne i Sortedamssøen)
- 1897 : Svanerne fanges ind
- 1897 : Brandvæsnet rykker ud
- 1897 : Asfaltlæggerne
- 1898 : Femmes de pêcheurs sur Gammelstrand (Fiskerkoner ved Gammelstrand)
- 1899 : Les rois se font photographier (Kongelige skal fotograferes, De)
- 1900 : Vagtparaden paa Amalienborg
- 1901 : Fru Anna Larssen i sit paaklædningsværelse
- 1902 : Rideklubben ved Nærumgaard
- 1903 : Tarantellen af 'Napoli'
- 1903 : Prinsesse Marie til hest
- 1903 : Exécution capitale (Henrettelsen)
- 1903 : Kongejagt paa Hveen

### Comme producteur
- 1901 : Tietgens bisættelse
- 1901 : Fru Anna Larssen i sit paaklædningsværelse
- 1902 : Rideklubben ved Nærumgaard
- 1903 : Henrettelsen
- 1906 : Islands Altings besög i Köbenhavn

## Galerie

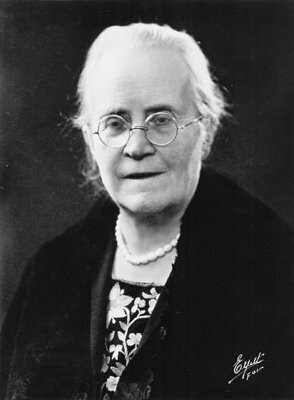
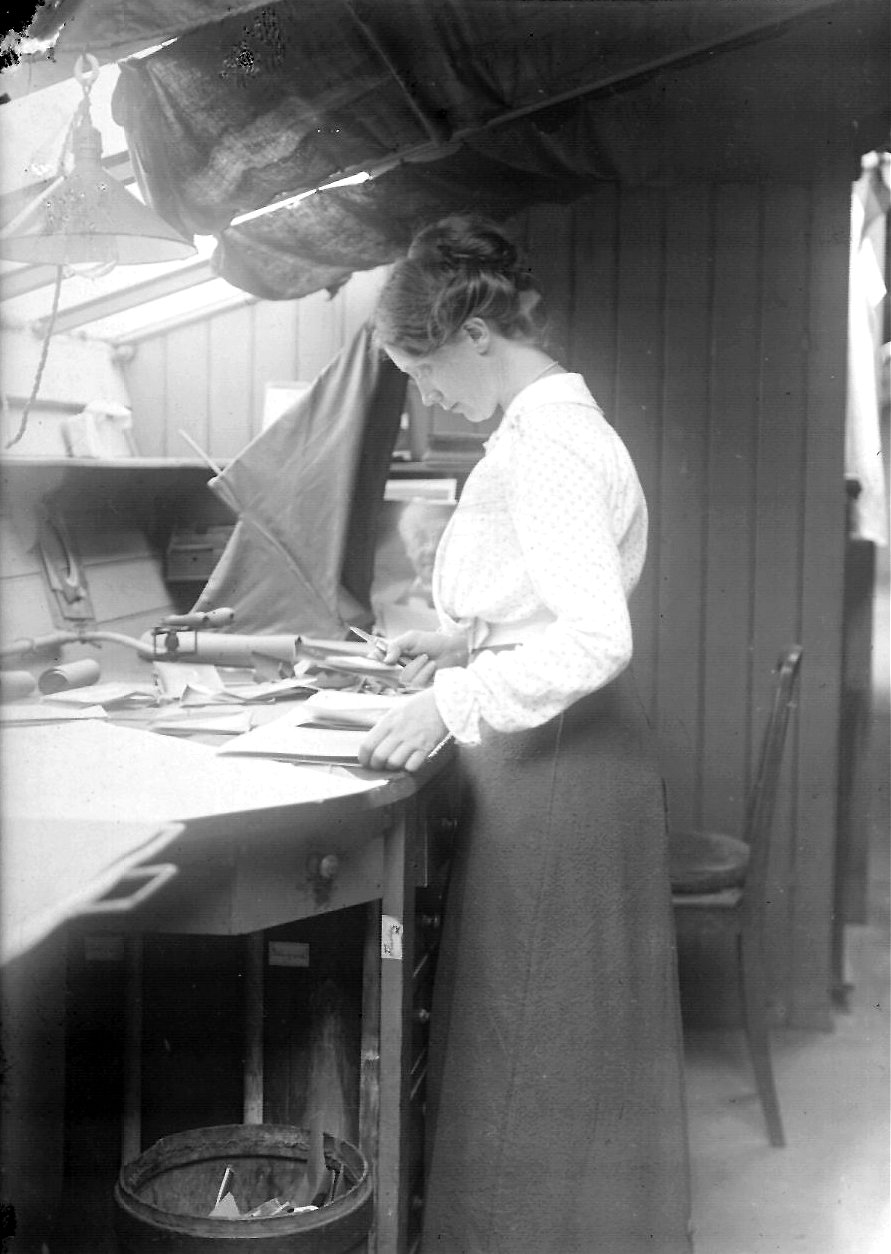
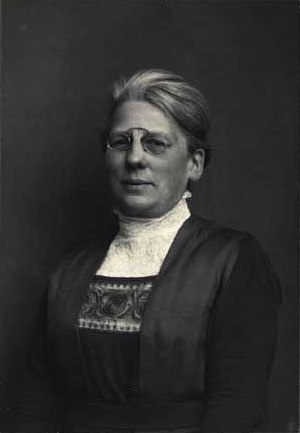
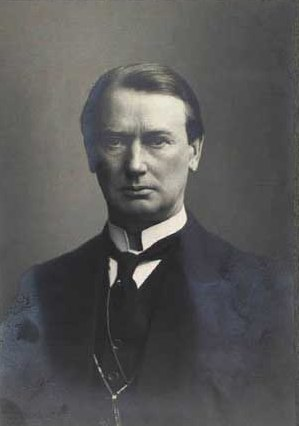